# Хронологическое старение дрожжей
Хронологическое старение дрожжей — уменьшение со временем жизнеспособности дрожжей в культуре в стационарной фазе. Хронологическое старение является второй основной моделью старения одноклеточных организмов, помимо репликативного старения — уменьшения скорости клеточного деления с увеличением числа прошедших делений. Поскольку, в отличие от модели репликативного старения, которая оперирует клеточными делениями, хронологическое старение оперирует временем, эта модель кажется ближе к старению многоклеточных организмов. Однако в 2009 году было показано, что хронологическое старение дрожжей S. cerevisiae в основном обусловлено накоплением вредных метаболитов в культуре, то есть не является по сути старением непосредственно организма. Тем не менее, хронологическое старение одноклеточных организмов как модель для изучения механизмов старения в целом продолжает изучаться.

## Явление хронологического старения дрожжей[3]
Было показано, что в стационарной культуре дрожжей наблюдается увеличение смертности с течением времени. При этом было показано, что дрожжи не умирали от недостатка питательных веществ в среде или от истощения запасных питательных веществ. Дрожжи культивировали на питательной среде (SDC) и в воде, и средняя продолжительность жизни в воде была больше примерно в два раза (примерно 15 суток против 7, в зависимости от штамма). Это согласовалось с данными о том, что ограничение питания замедляет старение.

## Измерение хронологической продолжительности жизни дрожжей
Технически исследование хронологической продолжительности жизни является очень простым и не требует микроманипуляций. Исследование основано на мониторинге культур миллионов клеток дрожжей, что позволяет изучать продолжительность жизни мутантов и проводить широкие генные, геномные и биохимические анализы.
В стандартном эксперименте дрожжи выращивают на полной синтетической среде (SDC) до тех пор, пока не наступает арест клеточного цикла в результате истощения питательных веществ. Большинство клеток перестают делиться через 2-3 дня после начала культивирования. Жизнеспособность обычно исследуется с помощью измерения числа колониеобразующих единиц (КОЕ). Измерения начинают на третий день культивирования и продолжают до тех пор, пока количество КОЕ не снизится до 1-5 % от начального количества.
Период, в течение которого в культуре дрожжей не наблюдается деление, может длиться несколько недель, в зависимости от штамма. При этом наблюдается постепенное увеличение смертности. После того, как почти все клетки умрут, может наступить период «адаптивного роста» — увеличение размера культуры в результате того, что мутации и, возможно, эпигенетические изменения сняли клеточный арест.

## Молекулярные механизмы
Поскольку S. cerevisiae является очень удобным модельным организмом, проводилось много исследований, направленных на поиск генов, влияющих на скорость хронологического старения.
Понижение активности белка Sch9, протеин-киназы, вовлеченной в регуляцию клеточного цикла и роста в ответ на поступление питательных веществ, увеличивало хронологическую продолжительность жизни до трёх раз. Отсутствие гомолога Shc9 у мышей — S6K1 киназы — также приводит к увеличению продолжительности жизни мышей. Помимо этого, известно, что понижение активности различных белков IIS (инсулин/инсулин-подобный фактор роста) сигнального каскада (например, белка DAF-2 у C. elegans и D. melanogaster) приводит к увеличению продолжительности жизни. Таким образом, было сделано предположение, что увеличение продолжительности жизни может быть достигнуто путём инактивации сигнальных путей, связанных с поступлением питательных веществ и ростом, и, как следствие, активации «программы выживания».
В присутствии глюкозы Ras/PKA сигнальный путь вызывает активацию транскрипционной программы роста. Потеря функции одного из белков Ras2 или Cyr1 (аденилатциклаза, вовлечённая в этот сигнальный путь) приводит к увеличению хронологической продолжительности жизни дрожжей до двух раз.
Как и у большинства организмов, увеличение продолжительности жизни дрожжей связано, по-видимому, с увеличением устойчивасти к окислительному стрессу. Все долгоживущие мутанты дрожжей устойчивы к супероксид-генерирующим агентам менадиону и параквату. При этом для увеличения продолжительности жизни необходима активность митохондриальной супероксид-дисмутазы MnSOD.
Однако в 2009 году было показано, что основной причиной хронологического старения и смерти дрожжей в стационарной культуре является накопление в среде продукта метаболизма дрожжей — уксусной кислоты. Культивирование дрожжей на неферментируемой среде, ограничение питательных веществ и перенос дрожжей в воду увеличивает продолжительность жизни дрожжей в результате уменьшения количества уксусной кислоты в среде. Также было показано, что делеции по генам SCH9 и RAS2 приводят к увеличению устойчивости к уксусной кислоте. Таким образом, по-видимому старение дрожжей в стационарной культуре не является старением организма.